# 攒尖顶
攒尖顶，即攒尖式屋顶，宋朝时称“撮尖”、“斗尖”，清朝时称“攒尖”，是漢字文化圈傳統建筑的一种屋顶样式，日語稱宝形造或方形造。其特点是屋顶为锥形，没有正脊，顶部集中于一点，即宝顶，该顶常用于亭、榭、阁和塔等建筑。在日本則常用於茶室。
攒尖顶的垂脊和斜面多向内凹或成平面，若上半部外凸下半部内凹，则为盔顶。
攒尖顶有单檐、重檐之分，按形状可分为角式攒尖和圆形攒尖，其中角式攒尖顶有同其角数相同的垂脊，有四角、六角、八角等式样；四角多用于园林建筑，六角多用于北方伊斯兰建筑以及闽台民间信仰建筑，八角多用于佛教建筑或位阶较高的园林建筑。圆形攒尖则没有垂脊，尖顶由竹节瓦逐渐收小。故宫的中和殿为四角攒尖，天坛祈年殿为圆形攒尖。

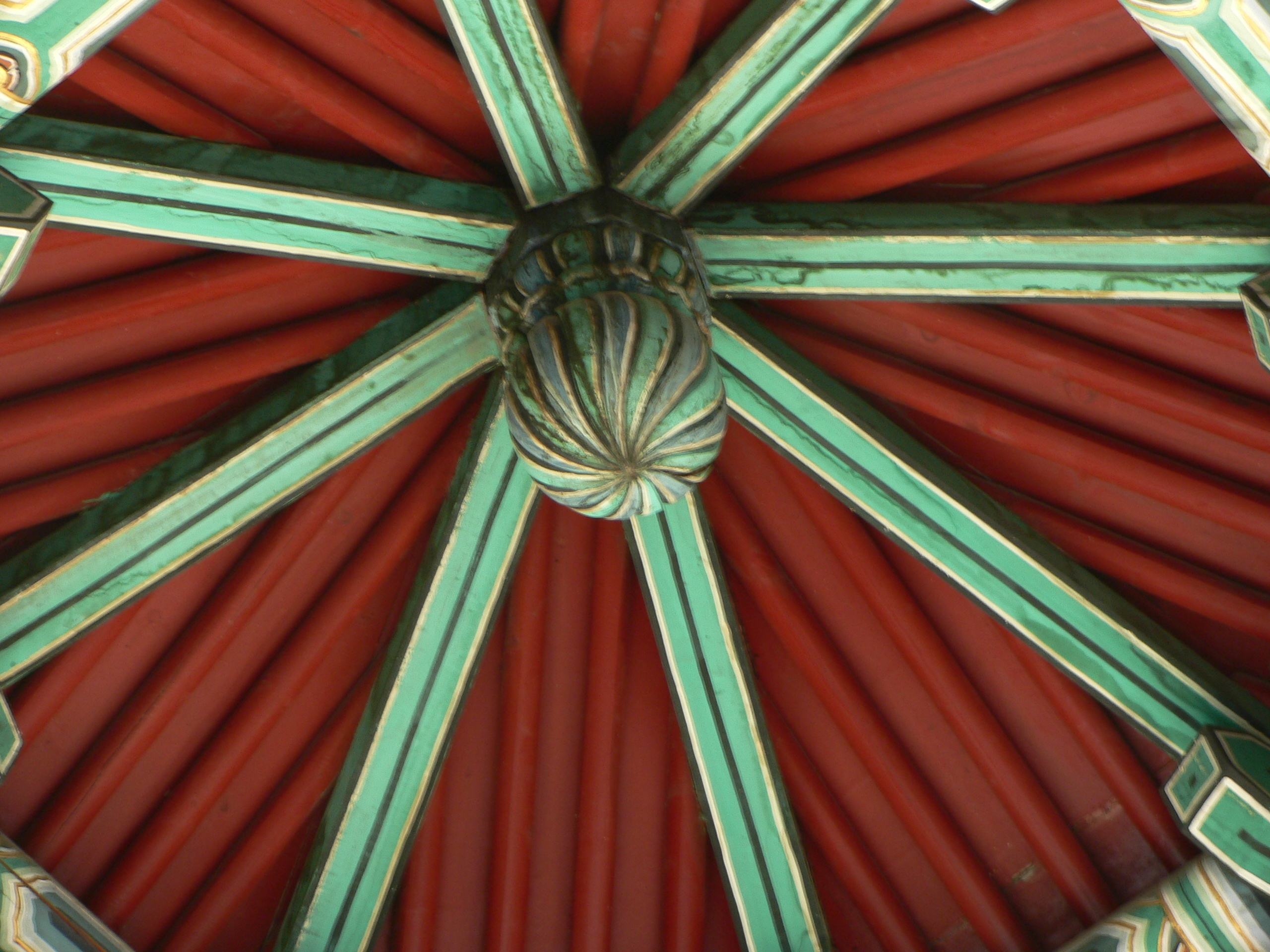
攒尖顶的内部，北京中山公园，兰亭八柱亭
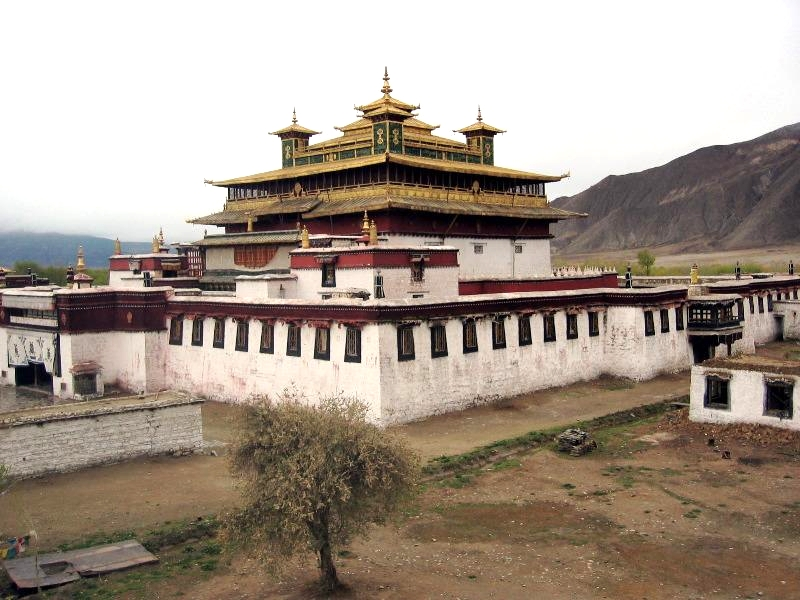
桑耶寺四角攒尖顶
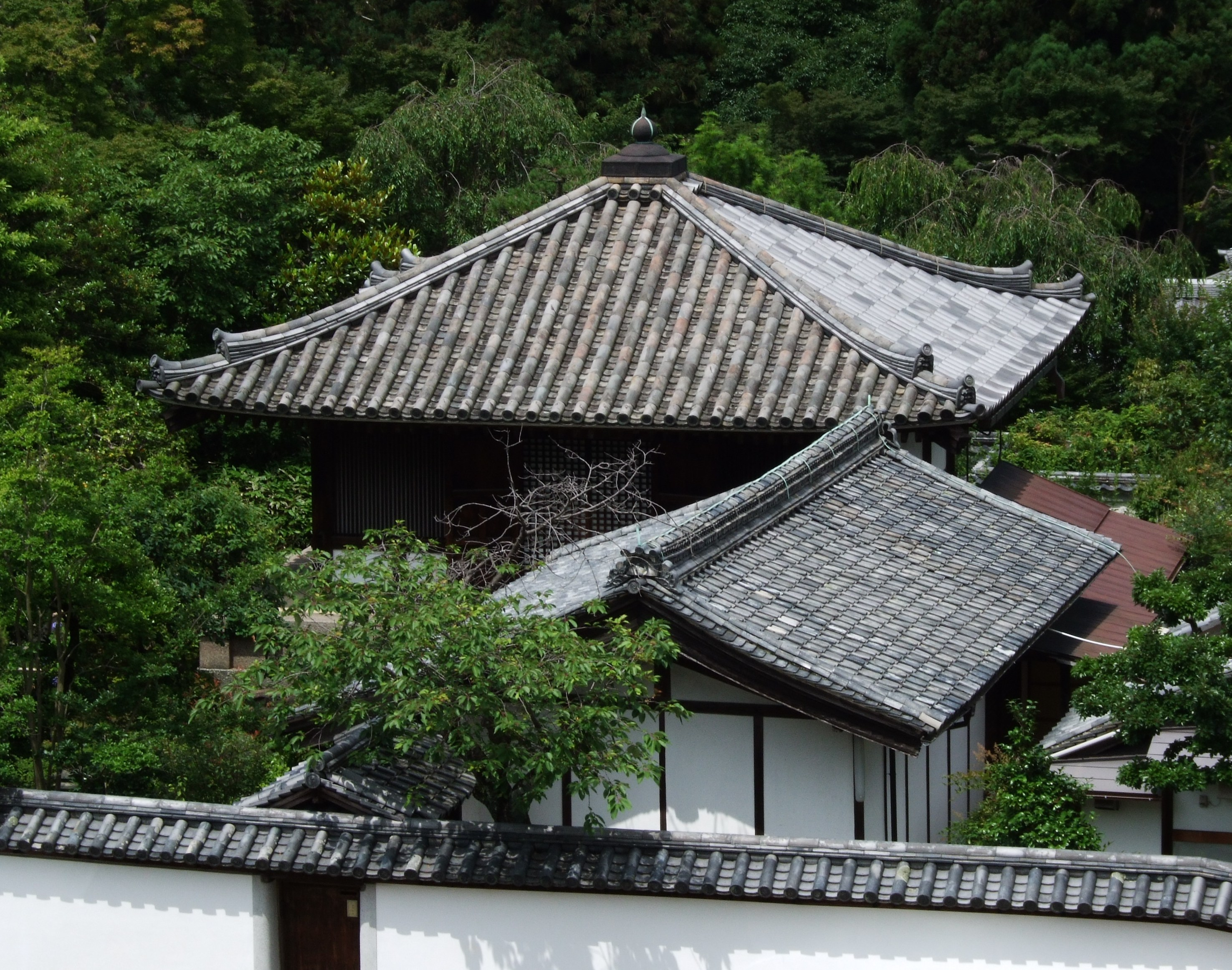
日本东大寺开山堂的單檐攒尖顶
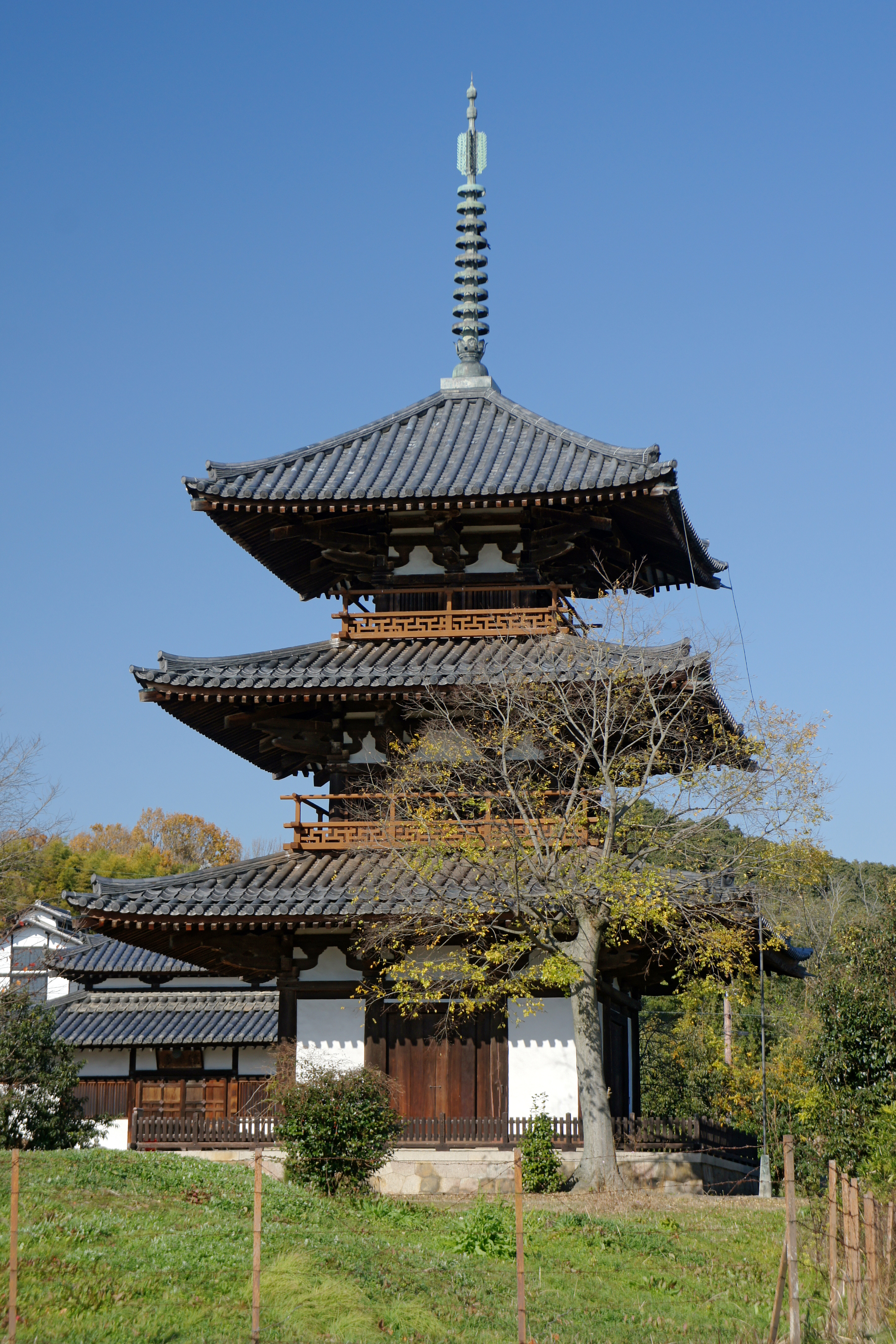
日本法起寺三重塔的攒尖顶